# Afra Sophia Tully
Afra Sophia Tully est une actrice américaine.

## Biographie
Elle a grandi à Los Angeles. Elle débute les premiers castings à l'âge de 4 ans.  

## Filmographie
- 2010 : I Didn't Know I Was Pregnant : Ellen
- 2013 : The First Family : Mara
- 2013 : Lauren : Kayleen
- 2013 : Legit : Emily
- 2014 : Ouija : Laine
- 2015 : Your Family or Mine : Hannah Weston
- 2017 : Abandon : Faith